# الحقيقة وغسيل المخ (كتاب)
الحقيقة وغسيل المخ هو كتاب للكاتبة والناقدة المصرية صافي ناز كاظم يضم محاضرات ومقالات ثقافية. صدر في طبعته الأولى عن الزهراء للإعلام العربي بالقاهرة سنة 1985.